# Der Unglücksbringer: Das Leben und die Tode des Robert Durst

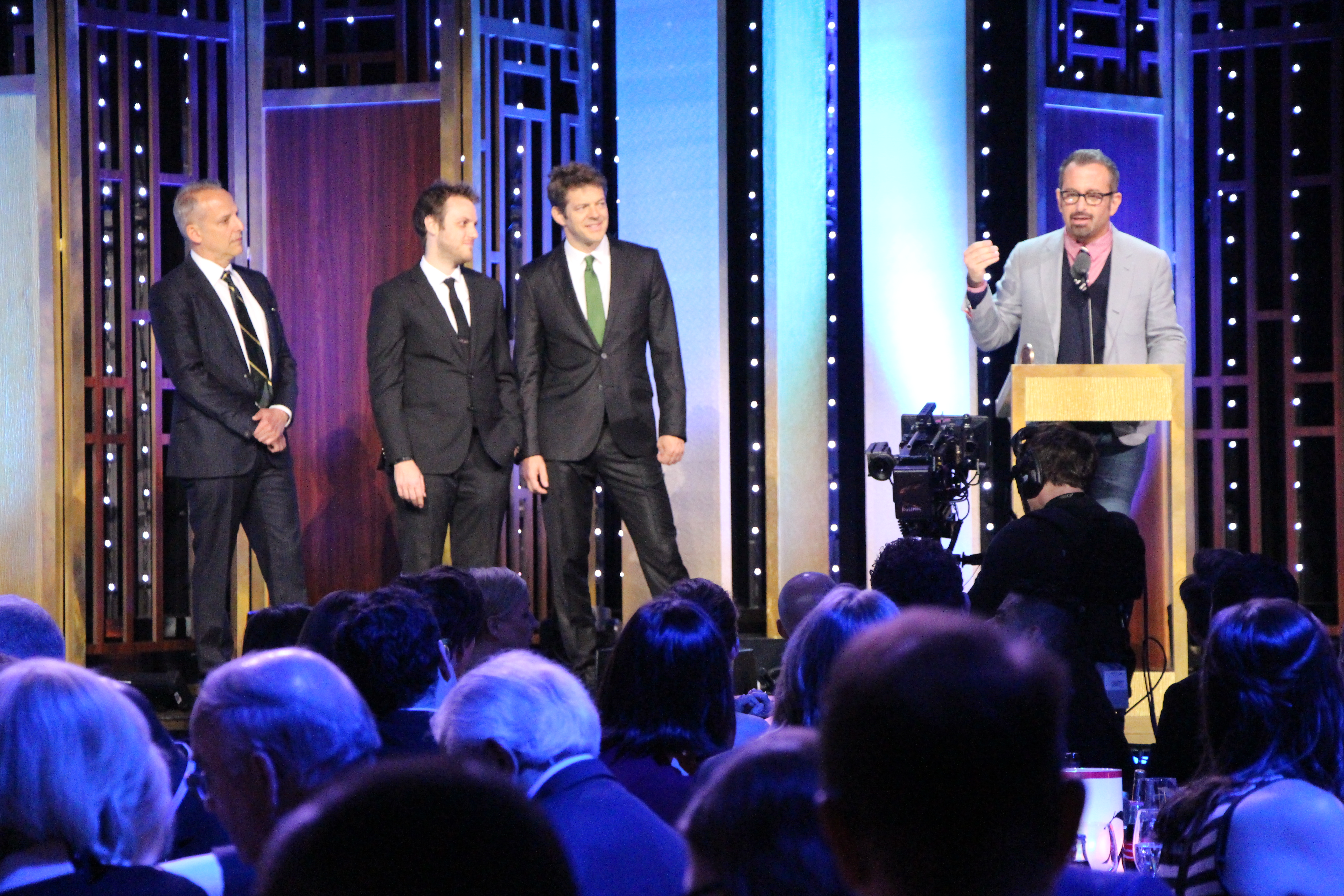
Crew-Mitglieder beim Peabody Award 2016, darunter Marc Smerling (links), Jason Blum und Andrew Jarecki (am Pult)

Der Unglücksbringer: Das Leben und die Tode des Robert Durst (Originaltitel: The Jinx: The Life and Deaths of Robert Durst) ist eine US-amerikanische sechsteilige Dokumentationsserie über den Geschäftsmann Robert Durst von Andrew Jarecki, die 2015 von Home Box Office (HBO) ausgestrahlt wurde.

## Hintergrund
Durst tötete 2001 seinen Nachbarn Morris Black. Im anschließenden Strafverfahren wurde Durst vom Vorwurf der vorsätzlichen Tötung freigesprochen, da eine Notwehrsituation nicht ausgeschlossen werden konnte, aber unter anderem wegen der Manipulation von Beweismitteln zu einer Freiheitsstrafe von fünf Jahren verurteilt.
Durst wird darüber hinaus mit zwei ungeklärten Fällen in Verbindung gebracht: Seine Ehefrau Kathleen wird seit dem 31. Januar 1982 vermisst, und am Heiligabend 2000 wurde die mit Durst befreundete Susan Berman ermordet aufgefunden.
Die Dokumentation setzt sich mit Robert Dursts Leben und seiner möglichen Verwicklung in die ungeklärten Fälle auseinander.

## Episodenliste & Ausstrahlung
| Nr. (ges.) | Nr. (St.) | Deutscher Titel                         | Originaltitel                       | Erstausstrahlung Vereinigte Staaten | Deutschsprachige Erstausstrahlung (D) |
| ---------- | --------- | --------------------------------------- | ----------------------------------- | ----------------------------------- | ------------------------------------- |
| 1          | 1         | Eine Leiche in der Bucht                | A Body in the Bay                   | 8. Feb. 2015                        | 14. Mai 2015                          |
| 2          | 2         | Armer kleiner reicher Junge             | Poor Little Rich Boy                | 15. Feb. 2015                       | 21. Mai 2015                          |
| 3          | 3         | Des Gangsters Tochter                   | The Gangsters Daughter              | 22. Feb. 2015                       | 28. Mai 2015                          |
| 4          | 4         | Der Staat Texas vs. Robert Durst        | The State of Texas vs. Robert Durst | 1. März 2015                        | 4. Juni 2015                          |
| 5          | 5         | Familienwerte                           | Family Values                       | 8. März 2015                        | 11. Juni 2015                         |
| 6          | 6         | Das Leben und die Tode des Robert Durst | What the Hell Did I Do?             | 15. März 2015                       | 18. Juni 2015                         |

Alle sechs Folgen wurden von Andrew Jarecki, Marc Smerling, and Zachary Stuart-Pontier geschrieben. Regisseur war Andrew Jarecki, der 2010 bereits All Good Things über die gleiche Thematik gedreht hatte. Durst ließ Jarecki als Ersten seine Geschichte erzählen, nachdem er dessen Film gesehen hatte. Da Durst ein pikantes Detail nach dem anderen enthüllte, wurde das ursprünglich als Dokumentarfilm geplante Format zu einer sechsteiligen Fernsehserie ausgebaut und von HBO gekauft. HBO sendete die Serie am prestigeträchtigeren Sonntagabend und nicht am Montagabend, an dem traditionell Dokumentarfilme und -reihen laufen.
Im Finale der Serie wird Durst mit einem Brief konfrontiert, der ihn mit dem Mord an Berman in Verbindung bringt. Er bestreitet dies und geht auf die Toilette, wo er ein Selbstgespräch führt. Dieses endet mit den Worten: „What the hell did I do? Killed them all, of course.“
In Deutschland zeigte Sky die Serie ab dem 20. März 2015 über seinen Online-Dienst Sky Go und Sky Online im Originalton mit deutschem Untertitel. Die deutsche Synchronfassung soll ab dem 14. Mai 2015 auf Sky Atlantic HD erstausgestrahlt werden.

## Rezeption
Axel Schmitt von Serienjunkies.de bezeichnet die erste Folge als „meisterhaften spannenden Aufbau“ für die Erzählung der Lebensgeschichte des Robert Durst. So sei das Beste, was Regisseur Jarecki passieren konnte, „nicht die Geschichte des Protagonisten, sondern der Protagonist selbst“. Schmitt schließt übereinstimmend mit Andy Greenwald von Grantland, dass man sich dennoch immer wieder vor Augen halten müsse, dass die Leichen hier keine Handlungspunkte sind, sondern Erinnerungen an die grausame, reale Welt, der man im Fernsehen so oft entkommen möchte.
John Hendrickson vom Esquire nannte das Finale „one of the most jaw-dropping moments in Television history“. Das Geständnis habe Millionen schockiert.

## Festnahme
Am Tag vor Ausstrahlung der letzten Folge der Fernsehsendung, dem 14. März 2015, wurde Robert Durst wegen Mordes durch das FBI festgenommen, nachdem das LAPD einen Haftbefehl erwirkt hatte. Durch neue Erkenntnisse bestehe dringender Tatverdacht gegen Durst im Fall Susan Berman. Er wurde ohne die Möglichkeit der Freilassung auf Kaution festgehalten.